# Tim Ream
Timothy Michael "Tim" Ream (St. Louis, 5 de outubro de 1987) é um futebolista norte-americano que atua como lateral-esquerdo e zagueiro. Atualmente, joga pelo Charlotte.

## Carreira

### Fulham
Tim Ream se transferiu ao Fulham, em 2015.

## Títulos
Fulham
- EFL Championship play-offs: 2017–18[3]

Seleção Estadunidense
- Liga das Nações da CONCACAF: 2023–24